# Elasmus nikolskayae
Elasmus nikolskayae är en stekelart som beskrevs av Svetlana N. Myartseva och Dzhanokmen 1989. Elasmus nikolskayae ingår i släktet Elasmus och familjen finglanssteklar.
Artens utbredningsområde är:
- Turkmenistan.
- Uzbekistan.

Inga underarter finns listade i Catalogue of Life.